# Шарле, Жюльен
Жюлье́н Шарле́ (фр. Julien Charlet; род. 1970) — французский кёрлингист и тренер по кёрлингу.
В составе мужской сборной Франции участник чемпионата мира 2004 и двух чемпионатов Европы.

## Команды
| Сезон   | Четвёртый         | Третий         | Второй              | Первый       | Запасной                                                         | Турниры                              |
| ------- | ----------------- | -------------- | ------------------- | ------------ | ---------------------------------------------------------------- | ------------------------------------ |
| 1998—99 | Жереми Фрариерь   | Vincent Artico | Guylaine Fratucello | Жюльен Шарле | Ришар Дюкро                                                      | ЧМЮ-Б 1999                           |
| 2000—01 | Ришар Дюкро       | Рафаэль Матьё  | Жюльен Шарле        | Тони Анжибу  | Жереми Фрариерь тренер: Тома Дюфур                               | ЧМЮ 2001 (10 место)                  |
| 2002—03 | Доминик Дюпон-Рок | Жан Анри Дюкро | Спенсер Мюнье       | Филипп Ко    | Жюльен Шарле                                                     | ЧЕ 2002 (9 место)                    |
| 2003—04 | Тома Дюфур        | Филипп Ко      | Лионель Ру          | Тони Анжибу  | Жюльен Шарле тренеры: Эрве Пуаро (ЧЕ, ЧМ), Бруно-Дени Дюбуа (ЧМ) | ЧЕ 2003 (7 место) ЧМ 2004 (10 место) |
| 2005—06 | Тома Дюфур        | Филипп Ко      | Тони Анжибу         | Жюльен Шарле |                                                                  |                                      |

(скипы выделены полужирным шрифтом)

## Результаты как тренера национальных сборных
| Год  | Турнир                            | Сборная           | Место |
| ---- | --------------------------------- | ----------------- | ----- |
| 2007 | Чемпионат Европы по кёрлингу 2007 | Франция (женщины) | 13    |
| 2008 | Чемпионат Европы по кёрлингу 2008 | Франция (женщины) | 20    |